# Tatort: Freies Land
Freies Land ist ein Fernsehfilm aus der Krimireihe Tatort. Der vom Bayerischen Rundfunk produzierte Beitrag ist die 1061. Tatort-Episode und wurde am 3. Juni 2018 im Programm Das Erste gesendet. Das Münchner Ermittlerduo Batic und Leitmayr ermittelt in seinem 78. Fall.

## Handlung
In München findet Johanna Berg ihren erwachsenen Sohn Florian mit aufgeschnittenen Pulsadern in der Badewanne. Er war Mitglied und Buchhalter der „Freiländer“, einer der Reichsbürgerbewegung nahestehenden Gruppe, die im Osten Niederbayerns an der tschechischen Grenze im fiktiven Ort Traitach auf einem alten Bauernhof lebt. Batic und Leitmayr ermitteln, da der Fall wegen eines fehlenden Tatwerkzeugs zunächst als Mord eingeschätzt wird. Nach tagelangen Befragungen der schwer zugänglichen „Freiländer“ und der resigniert wirkenden Polizei vor Ort stellt sich heraus, dass Ludwig, der Chef der Freiländer, das gemeinsame Gründungskapital der Gruppe verspekuliert hatte und der Gründungsmythos der Gruppe, nämlich auf eigenem Land zu leben, gar nicht stimmt, sondern Pacht gezahlt werden muss. Ludwig hatte dies der Gruppe verschwiegen, Florian aber hatte es herausgefunden, was er nicht verwinden konnte und deshalb doch durch Suizid starb. Gleichzeitig ermittelt auch Hammermann in München, dass Florians Mutter kurzerhand das Messer verschwinden ließ, damit es nach Mord aussehen sollte, weil sie der „Freiländer“-Gruppe die Schuld am Tod ihres Sohnes gab und diese belasten wollte. Lene, eine Frau in der Freiländergruppe, ruft Ludwig dazu auf, als Strafe für seinen Verrat an der Gruppe sich zu opfern. Er läuft mit gehobener Waffe auf die Polizei zu und wird von dieser erschossen.

## Reale Vorbilder
Der charismatische Sektenführer Schneider hat sein Vorbild in Peter Fitzek, der zu Beginn in das Telefon offenbar einen Beamten anschreiende „Reichsbürger“ sein Vorbild in Mustafa Selim Sürmeli, der vom Europäischen Gerichtshof für Menschenrechte eine Entschädigung zugesprochen bekam. Sürmeli stellte die Aufnahmen, wie er z. B. Mitarbeiter des Bundesverfassungsgerichts anschreit, auf diversen Videoplattformen ein. Als die beiden Kommissare von drei Anhängern der Reichsbürgerbewegung gefilmt werden, spielt dies einerseits auf das Tun der sog. Reichsbürger an, Filmaufnahmen ohne Einwilligung der Gefilmten ins Internet zu stellen, anderseits sagt einer der drei am Ende: „Des schickma jetzt glei nach Genf!“, was auf den dort installierten "International Common Law Court of Justice of Vienna (ICCJV)" in Wien anspielt, der inzwischen nach Genf (in der Selbstdarstellung, wegen der UNO) als "Global Common Law Courts (GCLC)" verlegt worden ist. Dort war er allerdings nie ansässig, was den Anhängern aber nicht unbedingt bekannt ist. Der „Suicide by Cop“ des Schneider spielt an auf die Schießerei, die sich Adrian Ursache mit dem SEK im August 2016 lieferte. Vermengt ist dies mit Elementen aus der Geschichte des Polizisten-Mörders Wolfgang Plan in Georgensgmünd.

## Hintergrund
Der Film wurde vom 19. Juni 2017 bis zum 19. Juli 2017 in München gedreht.

## Rezeption

### Kritiken
Christian Buß von Spiegel Online urteilte: „Die Reichsbürger-Folge ist nun - dem schwierigen Thema zum Trotz - über weite Strecken von einer lässigen Heiterkeit geprägt. Weit weg von München werden Batic und Leitmayr mit einer sonnig sengenden Parallelwelt konfrontiert, die nichts mit den üblichen Dunkeldeutschland-Klischees zu tun hat. […] Auch das zeigt dieser ‚Tatort‘: einen müden Staat und eine Demokratie, die in eine Dauersiesta zu versinken droht.“
Bei der Süddeutschen Zeitung wertete Katharina Riehl: „Zum Abschluss dieser durchwachsen experimentellen Tatort-Saison mit Zombies aus Frankfurt und Improvisation in Ludwigshafen gibt es einen Klassiker, einen Krimi aus München mit Batic und Leitmayr, den Elder Statesmen unter den deutschen Kommissaren: vollkommen experimentfrei, eher ein bisschen vorhersehbar, aber nicht ungenießbar.“
Ulrich Feld von der Frankfurter Neuen Presse schrieb: „Das Spiel mit verschiedenen Grautönen, mit dem Drehbuchautor Holger Joos schon "Das verkaufte Lächeln" – ebenfalls mit Leitmayr und Batic - zu einem Treffer machte, funktioniert auch hier bemerkenswert gut. Dazu kommt ein lakonischer Humor, der mit dem Ernst der Thematik höchst trefflich kontrastiert. Nicht nur durch die Dialoge: Regisseur Andreas Kleinert und Johann Feindt hinter der Kamera haben aus der ländlichen Gegend mit einsamem Dorf ungemein reizvolle Bilder und Geräusche herausgekitzelt.“

### Einschaltquoten
Die Erstausstrahlung von Freies Land am 3. Juni 2018 wurde in Deutschland von 7,65 Millionen Zuschauern gesehen und erreichte einen Marktanteil von 25,2 % für Das Erste.